# Paola Bizzarri
Paola Bizzarri (Roma, 15 novembre 1960) è una scenografa italiana.

## Carriera
Ha collaborato soprattutto con il regista Silvio Soldini. Nel 2011 lavora nel film Habemus Papam, per la regia di Nanni Moretti, per il quale riceve il Nastro d'argento alla migliore scenografia e il David di Donatello per il miglior scenografo.

## Filmografia
- Dall'altra parte del mondo (1992), regia di Arnaldo Catinari, (architetta-scenografa)
- Bonus malus (1993), regia di Vito Zagarrio, (scenografa)
- Pugili (1995), regia di Lino Capolicchio, (architetta-scenografa)
- Cosa c'entra con l'amore (1997), regia di Marco Speroni, (scenografa)
- Le mani forti (1997), regia di Franco Bernini, (scenografa)
- I vesuviani (1997) (segmento "Maruzzella"), film collettivo, (scenografa)
- Il tempo dell'amore (1999), regia di Giacomo Campiotti, (scenografa)
- Pane e tulipani (2000), regia di Silvio Soldini, (scenografa)
- Qui non è il paradiso (2000), regia di Gianluca Maria Tavarelli, (scenografa)
- Una storia qualunque (2000), miniserie televisiva, regia di Alberto Simone, (scenografa)
- Brucio nel vento (2002), regia di Silvio Soldini, (scenografa, architetta-scenografa)
- A cavallo della tigre (2002), regia di Carlo Mazzacurati, (scenografa)
- Il ronzio delle mosche (2003), regia di Dario D'Ambrosi, (scenografa, costumista)
- Ricordati di me (2003), regia di Gabriele Muccino, (architetta-scenografa)
- Agata e la tempesta (2004), regia di Silvio Soldini, (architetta-scenografa)
- Ho sposato un calciatore (2005), miniserie televisiva, regia di Stefano Sollima, (scenografa, architetta-scenografa)
- Giorni e nuvole (2007), regia di Silvio Soldini, (scenografa)
- Pa-ra-da (2008), regia di Marco Pontecorvo, (scenografa)
- La matassa (2009), regia di Giambattista Avellino, Salvatore Ficarra e Valentino Picone, (scenografa, arredatrice)
- Cosa voglio di più (2010), regia di Silvio Soldini, (scenografa)
- Habemus Papam (2011), regia di Nanni Moretti, (scenografa)
- Anche se è amore non si vede (2011), regia di Salvatore Ficarra e Valentino Picone, (scenografa)
- Il comandante e la cicogna (2012), regia di Silvio Soldini, (scenografa)
- Bianca come il latte, rossa come il sangue, regia di Giacomo Campiotti (2013)
- Braccialetti rossi (2013), regia di Giacomo Campiotti, (scenografa)
- Sadie, regia di Craig Goodwill, (scenografa) (2015)
- Il mondo sulle spalle (2019), regia di Nicola Campiotti, (scenografia)
- Questo è un uomo, regia di Marco Turco - docu-drama (2021)
- Tre piani, regia di Nanni Moretti (2021)

## Riconoscimenti
- 2011: Nastro d'argento alla migliore scenografia per il film Habemus Papam
- 2012: Premio Dante Ferretti al Bif&st per il film Habemus Papam
- 2012: David di Donatello per il miglior scenografo per il film Habemus Papam